# Dasychira perelegans
Dasychira perelegans är en fjärilsart som beskrevs av Aurivillius 1925. Dasychira perelegans ingår i släktet Dasychira och familjen tofsspinnare. Inga underarter finns listade i Catalogue of Life.